# Bokusatsu Tenshi Dokuro-chan
Bokusatsu Tenshi Dokuro-chan (撲殺天使ドクロちゃん lit. Dokuro-chan, el ángel castigador?) es una serie de novelas ligeras japonesas escritas por Masaki Okayu e ilustradas por Torishimo, Las novelas se serializan por primera vez en la Dengeki hp, revista publicada por MediaWorks. Más tarde, una versión en manga fue creada por Ouse Mitsuna y serializada en Dengeki Comic Gao!, para finalmente acabar de ser adaptada a un anime, el cual se emitió en Japón entre marzo y septiembre de 2005. Una segunda temporada de la serie de anime se emitió entre agosto y noviembre de 2007. El anime fue licenciado en Norteamérica por Media Blasters y doblado al inglés.
La serie es considerada como una parodia con humor negro y absurdo del estilo Mahō shōjo o Magical girl, pues muestra el concepto de una chica, Dokuro, que golpea hasta la muerte a Sakura solo para revivirlo luego con sus poderes.

## Argumento
Bokusatsu Tenshi Dokuro-chan se centra en la vida de Sakura, un muchacho estudiante de secundaria destinado a descubrir la inmortalidad, lo cual ofende a Dios y ha enviado a Dokuro desde el futuro para matarlo y así prevenirlo de su descubrimiento. Sin embargo, Dokuro-chan comienza a encariñarse con Sakura salvándolo de las amenazas de otros ángeles, pero al mismo tiempo con frecuencia lo asesina de una manera horrible y sangrienta sólo para revivirlo justo después con sus poderes, lo que coloca a Sakura en un ciclo interminable de muerte y resurrección.

## Personajes
Sakura Kusakabe (草壁 桜, Kusakabe Sakura)
- Seiyū: Reiko Takagi

Sakura es un estudiante de secundaria cuya vida cambió el día en el que Dokuro apareció. Desde ese día, no quedó nada de su vida normal, y en vez de eso empezó a vivir una vida llena de sangre, normalmente la suya. En el futuro, Sakura es aparentemente destinado a crear una tecnología que detiene el envejecimiento de las niñas después de que cumplan los 12 años, lo que ha llevado a ganar una peor reputación en torno a su escuela. Si bien no es pervertido por su propia naturaleza, él suele acabar siempre con situaciones complicadas junto con Dokuro o su hermana menor Zakuro. Él está enamorado de su amiga y compañera Shizuki Minakami, donde es demasiado miedoso para decírselo. Sin embargo a medida que el animé avanza, él comenzará a desarrollar sentimientos por Dokuro a pesar de la forma en que lo trata.
Dokuro Mitsukai (三塚井 ドクロ, Mitsukai Dokuro) 
- Seiyū: Saeko Chiba

Es una joven ángel del futuro traída a través del tiempo. Aunque su primera misión era matar a Sakura, ella se enamora de él y cree en que puede redimirlo. En cuanto a su apariencia, es idéntica a cualquier niña normal, salvo por su aureola, su fuerza y resistencia sobrehumanas. También suele sobre reaccionar utilizando su mágico kanabo "Excalibolg" (Juego de palabras hacia las armas Excalibur y Caladbolg) golpeando brutalmente a su víctima hasta la muerte. Exacaliborg también tiene cualidades mágicas pudiendo traer a alguien de vuelta a la vida con solo decir Pipiru piru piru pipiru pi junto con que puede convertir a los seres humanos en animales, puede borrar por completo a una persona del mapa y puede crear objetos. Dokuro ha usado numerosas veces a Excaliborg para despedazar a Sakura en diferentes contextos, y también lo aplica a personas inocentes siempre y cuando sienta que éstas interfieran entre ella y Sakura. Siendo los episodios 2 y 6, ejemplos de estas instancias.
Cuando no está matando brutalmente a Sakura, suele burlarse de él o hacerle insinuaciones sexuales, como levantarse la falda o la camisa. Finalmente, funda un club escolar dedicado a ver el secado del pegamento, tras torturar fuera de cámara al maestro de educación física con los nervios de los dientes. Ella rápidamente arrastra a Sakura para que se convierta en su segundo miembro y ha manifestado su deseo de lograr el campeonato nacional en este particular deporte.
Su comida favorita son los dorayakis aunque también le encantan las salchichas rojas con mayonesa (Su mayor fanático odia la mayonesa) su canción favorita es Rock With You de Michael Jackson el cual aparece en el capítulo uno en forma de burla.
Sabato Mihashigo (三橋檎 サバト, Mihashigo Sabato)
- Seiyū: Rie Kugimiya

Sabato es otro ángel enviado desde el futuro para asesinar a Sakura antes de que él pueda crear su "Mundo pedófilo". Sabato tiene cuernos de carnero en su cabeza, y es extraordinariamente cortés hablando a todas las personas con el sufijo "-san", incluso cuando amenaza con matar a Sakura. Tras su derrota en el episodio 2, comenzó a vivir en una pequeña caja de cartón bajo un puente. Sabato intentaría nuevamente matar a Sakura en el episodio 4, sin embargo no se esperaba a que Sakura la usara de escudo humano tras provocar a Dokuro en un intento para defenderse. Luego de este incidente, Sabato dejaría de matar a Sakura y es fuertemente implicado al final del episodio 9 que trabaja como cajera en un restaurante de comida rápida junto con que consigue comida por los bosques, dado los hechos del episodio 7. Es notable mencionar que a pesar de que Sabato deja de matar a Sakura, no deja que viva con él por razones desconocidas. Su arma preferida es un mortal bastón eléctrico llamado Durandal (Referencia a Durandarte, la espada de Carlomagno del paladín Roland) que según ella puede matar ballenas azules en un abrir y cerrar de ojos.
Zansu (ザンス, Zansu) 
- Seiyū: Nobuo Tobita

Zansu es otro ángel del futuro que acompaña a Dokuro en el intento de salvar la vida de Sakura. Tiene una apariencia muy extraña, pareciendo más un motociclista pandillero y funky que un ángel. También suele terminar las frases en "Zanzu". Dados los hechos de los episodios 2, 6 y 12 tiene tendencias pervertidas, razón por cual Sakura posee desprecio, desconfianza y baja tolerancia hacia su persona. Además dadas las circunstancias, es continuamente apaleado por los otros ángeles. Es también el único ángel que pudo escapar del Santuario de la Prisión Sellada de Lurnelg. 
Zakuro Mitsukai (三塚井ザクロ, Mitsukai Zakuro)
- Seiyū: Akeno Watanabe

Zakuro es la hermana pequeña de Dokuro con una diferencia de nueve años, a pesar de que tenga la apariencia de una mujer ventiañera. Usa un vestido Sailor Fuku, así como un parche en su ojo izquierdo por razones desconocidas. En cuanto a su personalidad, es tranquila, de voz suave y muy competente en la batalla usando una toalla mojada como arma llamada "Eckilsax", la cual puede dividirse en dos o más para combatir. A pesar de su notoria hostilidad hacia Sakura y Dokuro en el episodio 8, ella se traslada con ellos en el episodio siguiente. Razón por cual puede asumirse que el berrinche de Dokuro dio resultado donde no solo perdonaron a Sakura, sino que también dejaron que Dokuro pueda vivir con él. A pesar de que se lleva bien con Sakura, varias veces ha sugerido a su hermana matarlo para lograr un objetivo específico. Cuando Zakuro se arrepiente de ello, de igual manera Dokuro lo hace a pesar de que haya otra solución más eficiente y menos sangrienta.
Shizuki Minakami (水上静希, Minakami Shizuki)
- Seiyū: Ayako Kawasumi

Shizuki es una buena amiga de Sakura, y es también una de sus compañeras de clase. Está enamorada de Sakura, y es uno de los personajes más normales de la serie, ya que nunca se entusiasma o le parecen normales las cosas extrañas que suelen ocurrir. Ella es notable entre sus compañeros por ser la única que no desprecia o envidia a Sakura, y cree que él es una buena persona.
Babel
- Seiyū: Sayaka Ohara

Es la madre de Sabato, y además la presidenta de Rultea, la Asamblea de Leyes Militares Divinas. Su arma es el Santuario de la Prisión Sellada de Lurnelg, con la que puede capturar criminales. Tiene cuernos al igual que Sabato, con un largo cabello azul y un kimono rojo. Aparece en el capítulo "Los accidentes ocurren en espacios cerrados! Dokuro-chan!" para llevar a su hija nuevamente al futuro, debido a que la propia Sabato se queja de las condiciones en las que vive.

## Adaptaciones

### Novelas
Dokuro-chan empezó siendo una novela ligera creada originalmente por Masaki Okayu e ilustrada por Torishimo y fue publicada primero en una revista de manga japonesa Dengeki hp publicada por MediaWorks.[cita requerida] En total son diez tomos publicados.
- Bokusatsu Tenshi Dokuro-chan ISBN 4-8402-2392-0
- Bokusatsu Tenshi Dokuro-chan 2 ISBN 4-8402-2490-0
- Bokusatsu Tenshi Dokuro-chan 3 ISBN 4-8402-2637-7
- Bokusatsu Tenshi Dokuro-chan 4 ISBN 4-8402-2784-5
- Bokusatsu Tenshi Dokuro-chan 5 ISBN 4-8402-2994-5
- Bokusatsu Tenshi Dokuro-chan 6 ISBN 4-8402-3143-5
- Bokusatsu Tenshi Dokuro-chan 7 ISBN 4-8402-3343-8
- Bokusatsu Tenshi Dokuro-chan 8 ISBN 4-8402-3548-1
- Bokusatsu Tenshi Dokuro-chan 9 ISBN 978-4-8402-3756-7
- Bokusatsu Tenshi Dokuro-chan 10 ISBN 978-4-8402-4030-7

Todo esto, está complementado con un tomo más, escrito por autores noveles.
- Bokusatsu Tenshi Dokuro-chan desu ISBN 4-8402-3443-4
  - Historias por: Tsutomu Mizushima (水島努 Mizushima Tsutomu?), Nagaru Tanigawa (谷川流 Nagaru Tanigawa?), Toshihiko Tsukiji (築地俊彦 Tsukiji Toshihiko?), Keiichi Sigsawa (時雨沢恵一 Shigusawa Keiichi?), Keisuke Hasegawa (ハセガワケイスケ Hasegawa Keisuke?), Ryohgo Narita (成田良悟 Narita Ryougo?) y Kazuma Kamachi (鎌池和馬 Kamachi Kazuma?).
  - Ilustrado por: CLAMP, Hekiru Hikawa (氷川へきる Hikawa Hekiru?), Noizi Ito (いとうのいぢ Itō Noiji?), Ēji Komatsu (駒都えーじ Komatsu Ēji?), Akio Watanabe (渡辺明夫 Watanabe Akio?), Char (しゃあ Shā?) y Kanna Wakatsuki (若月神無 Wakatsuki Kanna?).

### Manga
La versión Manga de Dokuro-chan fue escrita por Mitsuna Sakuse e ilustrada por Mitsuna Ouse y fue publicado primero en Dengeki Comic Gao! editado por MediaWorks.[cita requerida]

### Anime
Consta de dos temporadas. La primera salió el 12 de marzo de 2005 y consta de 8 episodios de 15 minutos incluyendo opening y ending. Presentados de dos en dos, formando conjuntos de 25 minutos. La segunda temporada sale con el mismo formato el 11 de agosto de 2007, y salió publicado el OVA en DVD el 24 de agosto de 2007.[cita requerida] La versión televisiva censura toda escena violenta o excesivamente provocativa. En su lugar se muestran algunos de los estudiantes que Dokuro-chan transformó en la primera temporada.
Media Blasters adquirió la licencia de Bokusatsu Tenshi Dokuro-chan y Bokusatsu Tenshi Dokuro-chan 2 el 10 de junio de 2008. Dokuro-chan fue lanzado el 30 de septiembre de 2008 como un lanzamiento subtitulado en inglés, y una "Smashing Special Edition" bilingüe doblada en inglés fue lanzada el 18 de junio de 2010.
Discotek Media volvió a obtener la licencia de la serie en 2019 y se anunció su lanzamiento en Blu-ray para el 28 de enero de 2020.

#### Primera temporada
| # | Título | Fecha de emisión         |
| --- | --- | ------------------------ |
| | |                          |
| 01 | «Soy el ángel castigador Dokuro-chan!!» «Bokusatsu Tenshi da yo! Dokuro-chan!» (撲殺天使だよ！ドクロちゃん！)                   | 12 de marzo de 2005      |
| Conocemos a Dokuro-chan, la cual quiere unirse al instituto con Sakura-kun. Este episodio revela que tanto el maestro como los propios compañeros de clase de Sakura tienen envidia hacia él y por tanto se aprovechan de molestarlo cuando tienen oportunidad. | |                          |
| 02 | «La asesina del futuro! Dokuro-chan!!» «Mirai kara no Shikaku da yo! Dokuro-chan!» (未来からの刺客だよ！ドクロちゃん！)         | 12 de marzo de 2005      |
| Sakura conoce a Sabato-chan, quien quiere matarlo. En este episodio se conoce la razón de por qué Dokuro y por extensión Sabato buscan a Sakura. También se revela que si a los ángeles se les quita la aureola, les agarra diarrea explosiva. Cuyo truco es usado por Sakura para deshacerse de Sabato. A partir de este episodio, la última comienza a vivir en una caja de cartón debajo de un puente. | |                          |
| 03 | «Cupido Del Amor! Dokuro-chan!» «Koi no Kyūpitto da yo! Dokuro-chan!» (恋のキューピットだよ！ドクロちゃん！)                    | 14 de mayo de 2005       |
| Sakura, Shizuki y Dokuro intentan emparejar a Miyamoto con una admiradora secreta. | |                          |
| 04 | «Nuevo Cinema Paradise! Dokuro-chan!!» «Nyū Shinema Paradaisu da yo! Dokuro-chan!» (ニューシネマパラダイスだよ！ドクロちゃん！) | 14 de mayo de 2005       |
| Sakura y Shizuki van a ver la película de Binkan-san, el oficinista sensible. Sin embargo Dokuro se les une en un intento de llamar la atención de Sakura. Como Dokuro está adormilada al desvelarse, interrumpe continuamente la cita de Sakura. Las cosas empeoran cuando Sabato intenta matar a Sakura como venganza por los hechos del episodio 2 y Sakura provoca a Dokuro tocándole los pechos en un último esfuerzo para defenderse. Sabato termina inconsciente al ser usada como escudo humano, Sakura es asesinado y revivido por Dokuro, mientras que Shizuki se retira porque Sakura no le prestó atención. | |                          |
| 05 | «De pícnic! Dokuro-chan!!» «Rinkangakkō da yo! Dokuro-chan!» (林間学校だよ！ドクロちゃん！)                                     | 16 de julio de 2005      |
| La clase se va de pícnic y comienza a jugar en un río del lugar. Dokuro intenta matar a Sakura sin razón aparente hasta que el propio Sakura se pierde del grupo. Cuando regresa fatigado a la cabaña, sus compañeros de clase y su profesor por extensión lo usan como conejillo de indias bajo un falso semblante de amistad, ya que desconfiaban del plato de curry que Dokuro había preparado. Tras comer del plato el cual contenía hongos del baño, Sakura alucina enfrentándose a varios monstruos hechos de curry. | |                          |
| 06 | «Prueba de valor! Dokuro-chan!» «Kimodameshi da yo! Dokuro-chan» (肝試しだよ！ドクロちゃん！)                                   | 16 de julio de 2005      |
| Continuación directa del episodio anterior. La clase planea hacer una prueba de valor a través de un supuesto bosque maldito. Luego de que Dokuro convirtiera a un alumno en animal para estar con Sakura, ellos pasan el bosque y llegan a la meta. Sin embargo, Shizuki está en problemas debido al encuentro con un supuesto monstruo y Sakura viene a su rescate. El monstruo resultó ser una fatigada Sabato y tras resolver todo regresan de vuelta al autobús. Durante el viaje de regreso sin embargo, Dokuro y Sabato se marean y usan a Sakura como bolsa de vómito humana. | |                          |
| 07 | «It's Zakuro-chan! Dokuro-chan!» «Zakuro-chan da yo! Dokuro-chan!» (ザクロちゃんだよ！ドクロちゃん)                             | 10 de septiembre de 2005 |
| En la escuela, Sakura conoce a Zakuro-chan que es otro ángel que planea matarlo para evitar el futuro pedófilo junto con pretender llevarse a su hermana Dokuro por cometer crímenes de traición. Dokuro sin embargo escapa obligando a su hermana a buscarla por la ciudad. Sakura está indeciso sobre ayudar a Dokuro considerando los maltratos que ha sufrido por parte de ella. | |                          |
| 08 | «Adiós! Dokuro-chan!» «Sayonara da yo! Dokuro-chan!» (さよならだよ！ドクロちゃん！)                                             | 10 de septiembre de 2005 |
| Dokuro-chan está a la fuga y Sakura comienza a extrañarla. Tras un pensativo momento, él se dirige a su habitación donde la encuentra escondida. Zankuro sin embargo los encuentra y obliga a su hermana a regresar, donde Sakura intenta convencerla diciendo que se encariñó con ella. Zankuro lo malinterpreta y se la lleva, por lo que Sakura se siente vacío donde ni siquiera el estar con Shizuki lo consuela. Tras caminar por la ciudad se encuentra con Sabato quien lo ayuda a encubrirlo de Zakuro. Ella le dice que vaya a su casa ya que implica que Dokuro le dejaron quedarse en el prsente debido a un berriche en el cual dejó varias cosas destrozadas en el futuro. Sakura acepta y se encuentra con Dokuro, donde lo mata luego de que se le cayera la toalla con la cual cubría su cuerpo. El episodio y la temporada como tal terminan con Dokuro reviviendo a Sakura como si fuera un transformer y ambos se abrasan mientras Sakura acepta su nuevo tipo de vida. Zankuro por su parte está perdida en Corea del Norte porque Sabato le dio mal las instrucciones a propósito mientras que la última deja su vivienda al ser declarada hostil por la policía local. | |                          |

#### Segunda temporada
| # | Título                                                      | Fecha de emisión        |
| --- | ----------------------------------------------------------- | ----------------------- |
| |                                                             |                         |
| 01 | «Día de dibujo! Dokuro-chan!!»                              | 11 de agosto de 2007    |
| Sakura, Dokuro-chan, Shizuki y Minami-San se van a las cataratas de los cuervos blancos para pintar un paisaje como parte de un proyecto escolar grupal. Sakura aprovecha la oportunidad para poder acercarse a Shizuki pero Dokuro y Minami interrumpen dicha oportunidad, incluyendo un incidente donde Dokuro le da de comer a Sakura una salchicha del oficinista sensible luego de que perdiera su almuerzo, el cual deja a Sakura sobreestimulado. Cuando Sakura iba a cambiar los baldes de agua para los pinceles, Minami le miente a Dokuro diciendo que Sakura le decía cosas pervertidas con el objetivo de matarlo, cosa que Dokuro termina haciendo. El episodio termina con Sabato encontrándose con el almuerzo de Sakura junto con tener una alusinación donde se implica que trabaja como cajera. |                                                             |                         |
| 02 | «Combate contra Bukibuki-goshigoshi! Dokuro-chan!»          | 11 de agosto de 2007    |
| Dokuro-chan y Zakuro-chan están asustadísimas, por leer en un libro de ocultismo sobre la existencia de un fantasma que se esconde en los agujeros de las paredes, por lo que obligan a Sakura a tomar el baño con ellas. De paso se revela que cuando los ángeles se asustan, comienza a hacer mucho frío. Sabato también se une al baño pero termina resfriada al volver a su precaria vivienda debido al cambio de temperatura. |                                                             |                         |
| 03 | «Los accidentes ocurren en espacios cerrados! Dokuro-chan!» | 10 de noviembre de 2007 |
| La líder de Rurutie y madre de Sabato, Babel-chan, le informa a todos que Sabato tiene que volver al futuro, pero Sakura trata de detenerla de su partida, dejándolos a todos finalmente en una celda de una prisión. Luego de ser brutalmente golpeado por su incompetencia, Zansu logra salvar el día liberandolos a todos. Babel por su parte está cómoda que Dokuro, Zakuro y Sabato se queden con Sakura, por lo que se confirma el cese a las hostilidades hacia Sakura. |                                                             |                         |
| 04 | «Beso del Día de San Valentín! Dokuro-chan!»                | 10 de noviembre de 2007 |
| Dokuro hace chocolates para Sakura para el Día de San Valentín, los cuales tienen forma de él y están hechas con una versión hardcore de la salchicha del oficinista sensible, lo cual deja a Sakura sobreestimulado del mismo modo que en el episodio 1 de la segunda temporada. Sakura se contacta con Zansu para que lo ayude, sin embargo él lo engaña para que haga una versión ecchi de Urashima Tarou donde aprovecha de tomar fotos de la misma, sobre todo de Zakuro quien estaba vestida de sirena con un brasier de almejas. Tras recibir la cura la cual estaba en una caja y saber del engaño, Sakura se enoja con él y le remueve su mohawk que actuaba como cámara y supuestamente protegía su alma, haciendo que salga volando por los aires como un globo desinflándose. Cuando Dokuro pretendía hacer los mismos chocolates que al principio, Sakura intenta detenerla pero se traga la salchicha sensible en el intento. Esto hace que Sakura salga de su casa mientras le suplica a Zansu que haga algo, mientras él pobre sigue volando por los aires. El episodio y por ende la serie en su totalidad, termina con Dokuro volviendo a matar a Sakura debido a sus quejidos al tener su cuerpo sobrestimulado, donde nuevamente lo revive fuera de cámara. |                                                             |                         |

#### Música
Openings
Primera temporada:
1. "Bokusatsu Tenshi Dokuro-chan" por Saeko Chiba

Segunda temporada:
1. "Bokusatsu Tenshi Dokuro-chan (2007)" por Saeko Chiba

Endings
Primera temporada:
1. "Survive" por Saeko Chiba

Segunda temporada:
1. "Bokusatsu Ondo de Dokuro-chan" por Saeko Chiba

### Videojuegos
En el año 2005 salió un juego ambientado en el mundo de Dokuro-chan para PlayStation 2 llamado Game ni Natta yo! Dokuro-chan: Kenkō Shindan Daisakusen (ゲームになったよ!ドクロちゃん〜健康診断大作戦〜. Solo vio la luz en Japón. El videojuego obtuvo una calificación de +18 debido a una muy preocupante cantidad de violencia y desnudez. 
En el juego, Sakura se encuentra con un nuevo ángel llamado Benomu. El juego se crea como una novela visual en el que el jugador tiene que recoger las opiniones.
En el videojuego, Sakura, Zakuro, Dokuro, Benomu, Sabato y Shizuki cuentan con las voces originales, mientras que los personajes secundarios solo permanecen en silencio con sus diálogos escritos. El videojuego utiliza además escenas recicladas de la serie. Las escenas de extrema violencia no son censuradas.